# Leen Ritmeyer
Leen Ritmeyer (nascido em 1945 ) é um arquiteto arqueológico nascido na Holanda que atualmente vive e trabalha no País de Gales, depois de passar 22 anos (1967-1989) em Jerusalém.

## Carreira
Ritmeyer é mestre em estudos de conservação pelo Instituto de Estudos Avançados de Arquitetura da Universidade de York, Inglaterra, e Ph.D. na Universidade de Manchester, Inglaterra.
A partir de 1973, Ritmeyer serviu por 4 anos como arquiteto oficial da escavação arqueológica no Muro Ocidental e no Muro Meridional do Monte do Templo, dirigido por Benjamin Mazar, e 10 anos nas Escavações do Bairro Judeu da Cidade Velha de Jerusalém, dirigido por Nahman Avigad.
Ritmeyer é conhecido pela "sólida pesquisa científica" que ele fez sobre a arqueologia e a arquitetura do Monte do Templo em Jerusalém. Ele descobriu evidências arqueológicas para a localização do Templo de Salomão, a colocação da Arca da Aliança na Pedra Fundamental, e a localização da plataforma estendida no período do Primeiro Templo, provavelmente durante o tempo de Ezequias descrito como quadrado de 500 côvados em Mishnah Middot 2.1. Ele demonstrou que uma das etapas que conduzem ao Domo da Rocha é, na verdade, o topo de um curso de pedra restante do muro ocidental pré-herodiano da plataforma do Monte do Templo.
Ritmeyer é conhecido por seus modelos arquitetônicos dos edifícios da antiga Jerusalém. Seus modelos dos templos judaicos históricos foram exibidos em museus, incluindo o Museu da Universidade Yeshiva, em Nova York e o Museu Siegfried H. Horn, na Universidade Andrews, Michigan.

## Trabalho
Ritmeyer publicou vários livros, alguns juntos com sua esposa, Kathleen, incluindo:
- Understanding the Holy Temple Jesus Knew (2017)
- Understanding the Holy Temple of the Old Testament (2016)
- Jerusalem the Temple Mount (2015)
- The Quest: Revealing the Temple Mount in Jerusalem[7] (2006)
- Secrets of Jerusalem's Temple Mount, Updated and Enlarged Edition (2006)
- Jerusalem in the Time of Nehemiah (2005/2014)
- Jerusalem in the Year 30 AD (2004/2014)
- Jerusalem at the Time of Jesus (2004)
- The Ritual of the Temple in the Time of Christ (2002/2015)
- Secrets of Jerusalem's Temple Mount (1998)
- From Sinai to Jerusalem: The Wanderings of the Holy Ark[8] (2000)
- The Temple and the Rock (1996)